# Friedrich XII. (Hohenzollern)
Friedrich XII., genannt der Oettinger (* vor 1401; † 1443), gehörte der schwäbischen Linie der Hohenzollern an. Sein Vater war Friedrich XI., Graf von Hohenzollern, sein Bruder und Konkurrent war Eitel Friedrich I.

## Leben

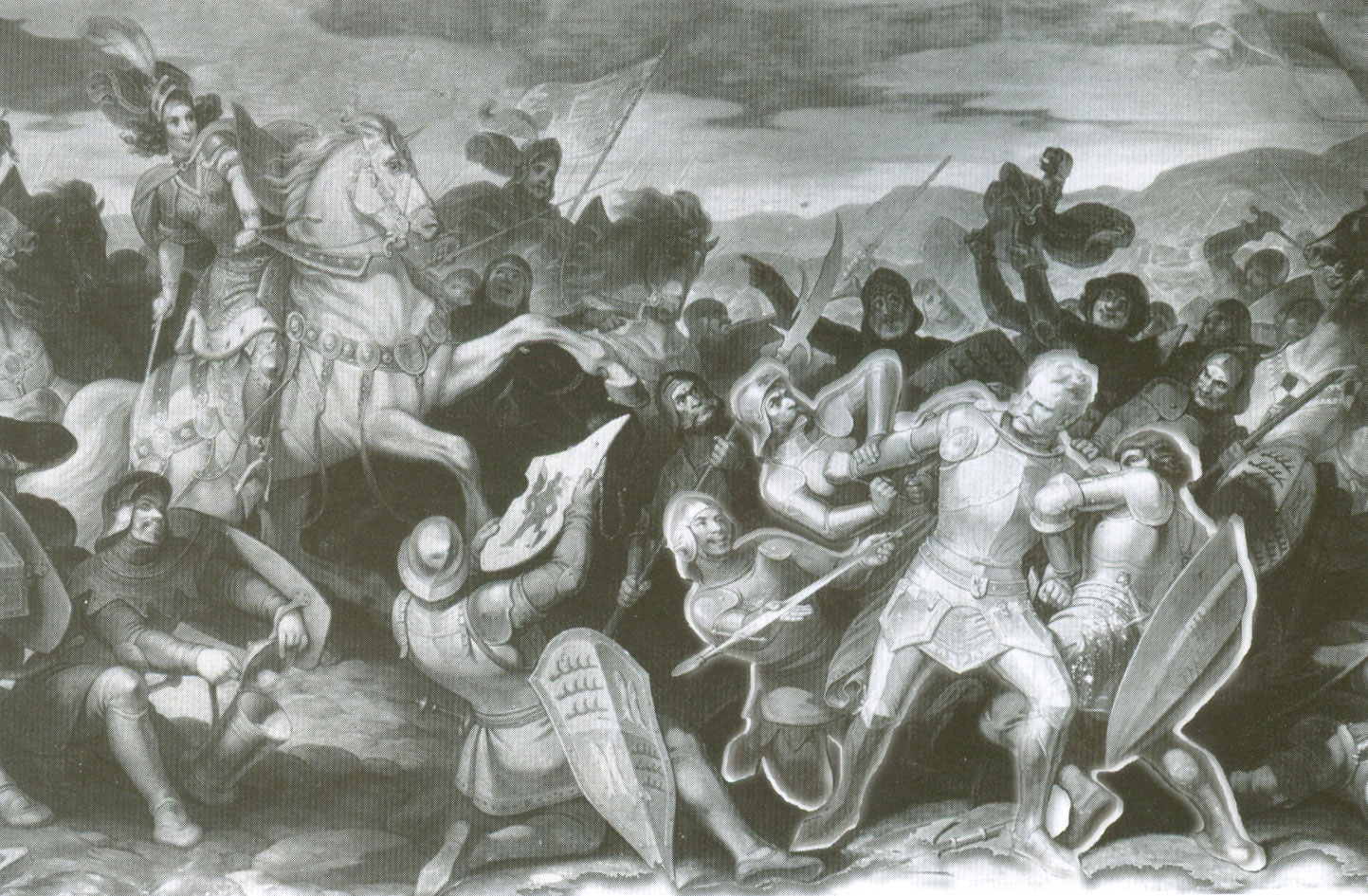
Die Gefangennahme des Oettinger in einer propagandistischen württembergischen Darstellung des 19. Jahrhunderts.

Friedrich sah sich mit der Situation konfrontiert, dass die schwäbischen Hohenzollern aufgrund Trennungen der Linie, Gebietsaufteilungen und Veräußerungen von Grundbesitz bereits stark an Bedeutung verloren hatten. Besonders die Landesteilung von 1402 verstärkte diese Problematik.
Das Erbe wurde zwischen dem Oettinger und seinem Bruder Eitel Friedrich I. aufgeteilt. Die Stammburg der Hohenzollern, Burg Hohenzollern, die Stadt Hechingen und eine Mühle blieben im gemeinsamen Besitz. Die Brüder lebten in ständigen Erbstreitigkeiten. Friedrichs ökonomische Situation war angespannt. Verkäufe von Gebieten an die Grafen von Württemberg konnten das finanzielle Gleichgewicht nicht herstellen. Das Haus Württemberg war der größte Wettbewerber um die Macht, und es galt die zollernsche Selbstständigkeit zu bewahren.
Die Auseinandersetzung mit Eitel Friedrich I. um die Zollernburg eskalierte, als Friedrich die Reichsstadt Rottweil mit Fehde überzog. So verbündeten sich 1422 die Städte des Schwäbischen Städtebundes mit Eitel Friedrich I. und den Grafen von Württemberg. Friedrich musste 1423 kapitulieren nach einer zehn Monate andauernden Belagerung der Zollernburg durch seine Kontrahenten. König Sigismund ließ die Burg als Bestrafung zerstören und verbot, diese erneut aufzubauen.
Über den Oettinger wurde 1418 vom kaiserlichen Hofgericht zu Rottweil die Acht verhängt, woraufhin er floh. 1426 söhnte sich Eitel Friedrich I. mit Friedrich aus, doch wurde dieser in den Jahren 1428/29 bis 1440 von der Gräfin Henriette von Mömpelgard gefangen gehalten. Nachdem Eitel Friedrich I. 1439 gestorben war, kam der Oettinger noch einmal an die Regierung, bevor er 1443 auf einer Palästinareise kinderlos starb.
Friedrichs Witwe Anna, eine geborene von Sulz, musste sich nach dem Tode ihres Gatten aus finanziellen Gründen an den Grafen von Württemberg wenden. Württemberg verfügte über die meisten ehemaligen Besitzungen der Hohenzollern. Die finanzielle Lage der Familie war zu dieser Zeit äußerst schlecht.